# Bwile
El bwile és una llengua bantu. La parlen 24.762 persones a Zàmbia i a la República Democràtica del Congo. És una llengua que no té cap llengua similar. És l'única llengua de la sub-família Bwile, pertanyent al grup L de llengües bantus. El seu codi ISO 639-3 és bwc.

## A Zàmbia
A Zàmbia hi ha 12.362 bwile-parlants (1969)

## A la República Democràtica del Congo
Hi ha 12.400 bwile-parlants (2002) al nord del llac Mweru, a la província de l'Alt Katanga, a l'àrea de Pweto.